# RG-34
RG-34 — южноафриканский бронетранспортер, разработанный Industrial & Automotive South Africa в 2002 году, позже, в 2009 году проект был выкуплен компанией BAE Systems Land Systems South Africa и она взяла на себя ответственность на ее производство.

## Конструкция
RG-34 представляет собой бронетранспортёр, защищенный от мин и стрелкового оружия. Первоначально в проекте IADSA предусматривалась установка башни с 90-мм орудием, но после того как проект был выкуплен BAESLSA стали устанавливать 25-мм автопушку со спаренным пулемётом M242. Корпус RG-34 представляет собой сварную стальную конструкцию.

## Операторы
- Нигерия
- Объединенные Арабские Эмираты
- Малайзия